# 安佐大橋
安佐大橋（あさおおはし）は、広島市安佐南区にある橋。1961年開通。

## 概要

### 地理
太田川にかかる広島市安佐北区口田から安佐南区川内を結ぶ道路橋（トラス橋）。
広島県道459号が安佐大橋を通過する。

### 基礎データ
- 車道部 - 長さ：314.0m 幅員：6.0m
- 歩道部 - 長さ：314.0m 幅員：3.3m

### 沿革
- 1894年（明治27年） - 太田川中流域最大の木製吊橋として広島県が架橋。
- 1961年（昭和36年） - 現在の車道部が架橋。その後、歩道橋部が架橋。

### 交通量
- 自動車の1日平均通行数[注 1]
  - 3,315台（平成27年度）[1]